# اوپل اسلالوم
اوپل اسلالوم یک خودروی شرکتی مفهومی است که توسط خودروسازی اوپل در هم‌کاری با شرکت طراحی گروپو برتونه طراحی و تولید شد. این خودرو برای اولین بار در مارس ۱۹۹۶ در نمایشگاه خودرو ژنو معرفی شد. این خودرو از یک موتور چهارسیلندر خطی ۲ لیتری توربوشارژر بهره می‌برد که از چیدمان موتورجلو تمام چرخ محرک استفاده می‌کند .موتور این خودرو نیز در اوپل کالیبره، که از ژوئن ۱۹۸۹ تا اوت ۱۹۹۷ تولید شد، مورد استفاده قرار گرفت.